# Convocazioni al campionato nordamericano femminile di pallavolo 2011
Elenco delle giocatrici convocate per il campionato nordamericano 2011.